# Vier-Lande-Turniere

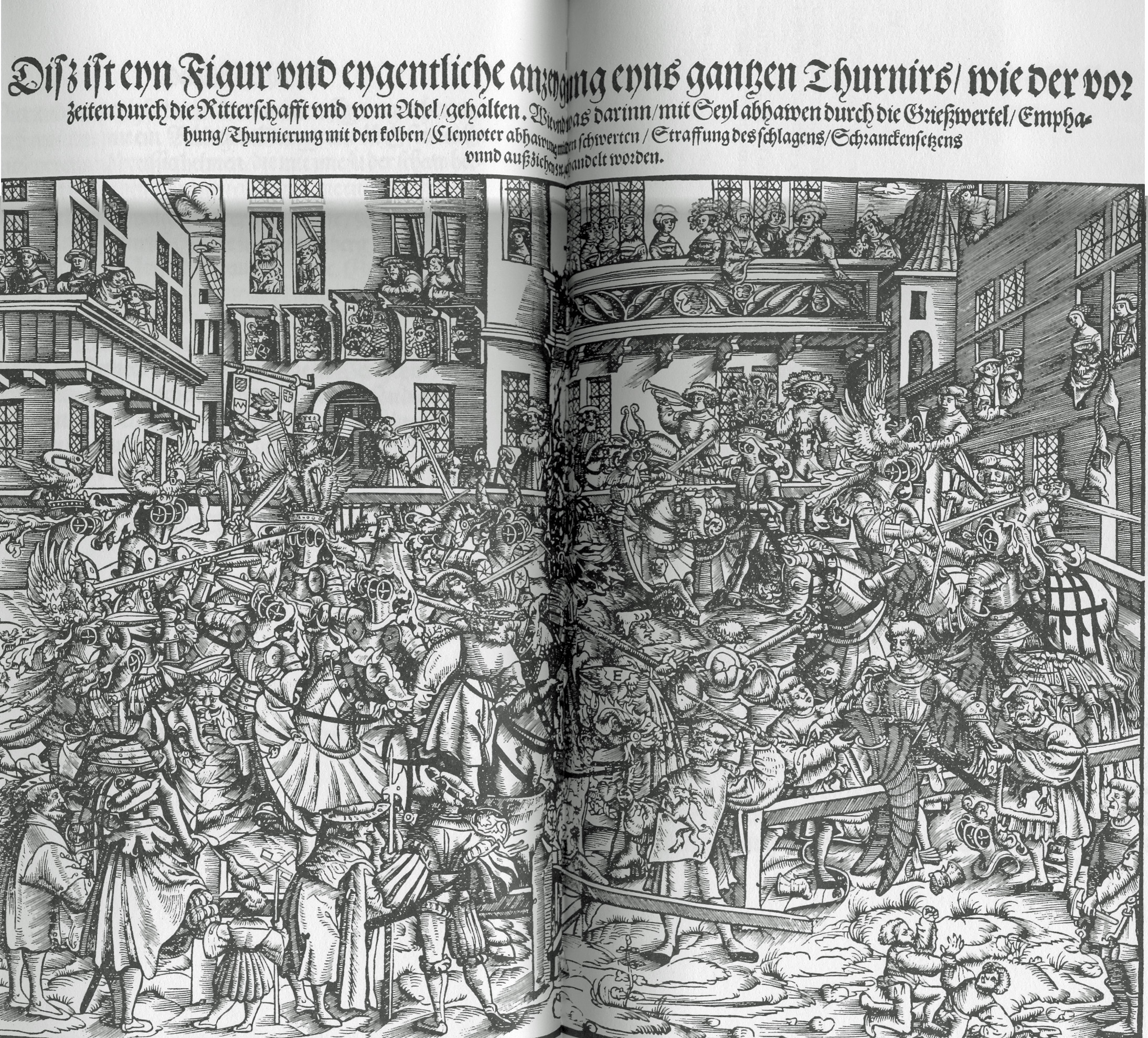
Kolbenturnier in Rüxners Turnierbuch von 1530

Als Vier-Lande-Turniere wird eine kurzlebige Welle von Turnieren bezeichnet, die zwischen 1479 und 1487 in Südwestdeutschland abgehalten wurden. Die „Vier-Lande“ bezogen sich auf die Turnierlandschaften Franken, Schwaben, am Rheinstrom (Mittel- und Niederrhein) und Bayern. Es handelte sich um folgende Turniere:
1. Würzburg (10. – 12. Januar 1479)
2. Mainz (August 1480)
3. Heidelberg (26. – 28. August 1481)
4. Stuttgart (ab 7. Januar 1484)
5. Ingolstadt (5. – 8. September 1484)
6. Ansbach (16. – 18. Mai 1485)
7. Bamberg (8. – 10. Januar 1486)
8. Regensburg (4. – 7. Februar 1487)
9. Worms (26. – 28. August 1487)

Diese neun Turniere ragen aus der Vielzahl weiterer regionaler, genossenschaftlicher, als Gruppenkampf organisierter Turniere oder höfischer Festveranstaltungen oder Einzelstechen (Tjoste) heraus, weil sie außerordentlich gut dokumentiert sind, rein genossenschaftlich organisiert waren und dabei aber – überregional – die vier Turnierlandschaften vereinten. Weitere Besonderheiten sind, dass sie einem – sich zunehmend verfeinerndem – Reglement unterlagen und dass es weder vor dieser Zeit, noch danach, noch außerhalb dieser Region ähnlich gestaltete Turniere gab.
Als zeitgenössische Berichte liegen die Familienchronik des Michael von Ehenheim, Aufzeichnungen von Siegmund von Gebsattel, einem damals in Röttingen an der Tauber residierenden Würzburger Ritter, und Ludwig von Eyb, dem Jüngeren, sowie das Familienbuch des Baslers Ludwig von Eptingen vor.

## Die Vier-Lande-Turniere als Höhepunkt einer einzigartigen Turniertradition

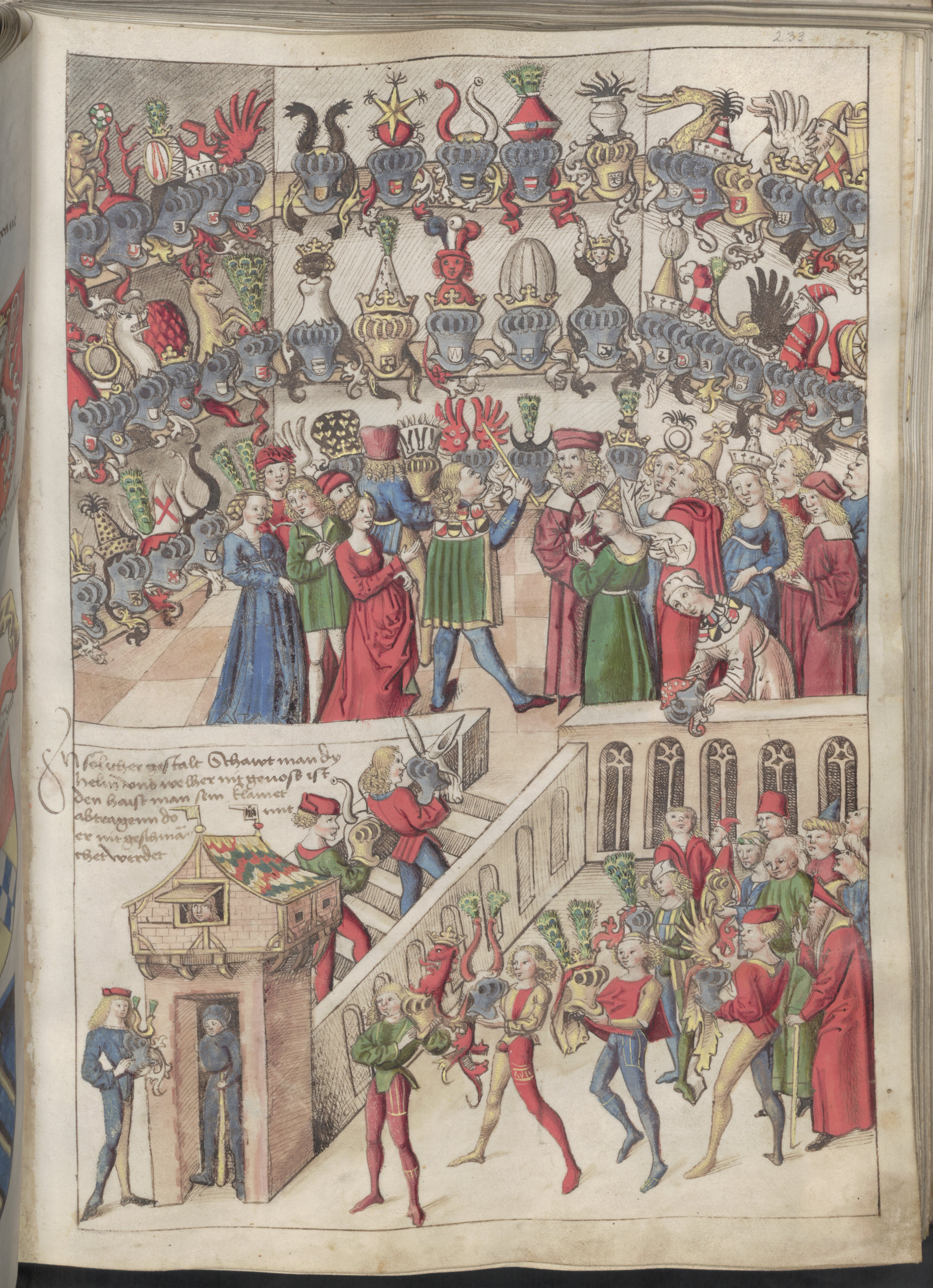
Helmschau im Grünenbergschen Wappenbuch

Die Reglementierungen und besonderen Zulassungsbeschränkungen gingen in eine Vielzahl von Turnier- und Wappenbüchern ein. So ist der Ingeram-Codex (um 1459) teilweise nach turnierenden Adelsgesellschaften sortiert, ebenso das Wappenbuch des Conrad Grünenberg (1483). Es liegen auch ausführliche Beschreibungen der einzelnen Turniere vor, so das Würzburger Turnierbuch über das Turnier von 1479 und die Turnierchronik des Jörg Rugen von 1494. Dieser wurde zwischenzeitlich mit Georg Rüxner gleichgesetzt. Besonders dessen Turnierbuch von 1530 Anfang, vrsprung vnd herkomen des Thurniers inn Teutscher nation prägte durch unzählige Abschriften und Nachdrucke das Bild von diesen Turnieren. Rüxner verzeichnete zuletzt 36 offizielle Turniere in der Zeit zwischen 939 und 1487. Erst ab dem 15. Jahrhundert wird diese Auflistung als verlässlich angesehen. Gerade dieses letzte Werk macht die Rolle deutlich, welches diese Turniere für das adelige Selbstverständnis der Zeit spielten. Zunächst hob sich der Adelige allein durch die Teilnahme an den Turnieren aus dem Kreis seiner Standesgenossen und hier besonders vor möglichen Emporkömmlingen ab. Der Teilnahme an jedem einzelnen Turnier ging eine aufwändige Wappenschau voraus, in der der Adelige beweisen musste, dass auch bereits seine Vorfahren an solchen Turnieren teilgenommen hatten. Die Turnierbücher dienten nun der Dokumentation eines solchen Herkommens. Mit der Auflistung der Teilnehmer an älteren Turnieren wurde also auch Herkommen konstruiert.
Das wichtigste Abgrenzungselement dieser Turniere bestand darin, dass sie vom, zumeist nicht-landsässigen, niederen Adel selbst organisiert wurden. Hier konnte eine höfische Lebensweise ohne direkte Abhängigkeit von den Fürsten praktiziert werden und der Adel konnte sich gegen reiche Bürger abgrenzen. Dies war jedoch nur noch mit gewissen Beschränkungen möglich. Aus organisatorischen Gründen konnten diese Veranstaltungen nur noch in den Städten durchgeführt werden und, bis auf Regensburg und Worms, war auch immer die Genehmigung des Fürsten notwendig, in dessen Residenzstadt das Turnier stattfand.
Es gab auch schon vor dieser Serie genossenschaftlich organisierte Turniere, aber das Turnier von 1479 verstand sich als eine Wiederaufnahme nach längerer Pause. Ehenheim berichtet von einer dreißigjährigen Pause.
Anderseits konnte Philipp von Kronberg zwischen 1410 und 1413 an insgesamt 13 Turnieren an Mittel- und Niederrhein, in Schwaben und in Franken teilnehmen. Diese, wie auch gut dokumentierte Turniere zur Zeit des Konzils von Basel in Schaffhausen, waren aber nur regional organisiert und kamen nicht an die Teilnehmerzahlen der „Vier-Lande-Turniere“ heran. In dieser internationalen Rezeption, die besonders dadurch unterstrichen wurde, dass René d’Anjou in seinem Turnierbuch diese Art der Turniere als vorbildlich hervorhob, sieht Werner Paravicini die Einzigartigkeit der genossenschaftlichen Turniere auch auf europäischer Ebene gegeben.

## Der Ablauf der Turniere
Die Turniere waren Großveranstaltungen, die den Fürstenhochzeiten in nichts nachstanden. Am ersten Turnier in Würzburg nahmen etwa 780 Turnierer und weit über 1500 aktive Teilnehmer mit einem Tross von 4073 Pferden teil. In Heidelberg waren es laut Ludwig von Eptingen 441 Helme, 90 Helme wurden abgelehnt. Es mussten zwei Turnierdurchgänge durchgeführt werden. In Stuttgart zählte Eptingen 320 Helme, in Ansbach 305. Die Teilnehmerzahl nahm mit der Zeit immer mehr ab. In Regensburg fehlten die Rheinländer. In Worms waren es noch 223 Helme.
Der Ablauf der Turniere erfolgte immer nach demselben Schema:
- Am ersten Tag erfolgte eine Helmschau, wobei durch die auserwählten Damen, mit Unterstützung der Turnierrichter, auch die Zugangsberechtigungen geprüft wurden.
- Am folgenden Tag erfolgte die Aufteilung der Teilnehmer in zwei Parteien, welche anschließend das Kolbenturnier ausfochten. Dabei fochten alle 200–300 Teilnehmer, wie in einer Schlacht, zwischen den Schranken auf dem Marktplatz der Stadt. Es konnte eine zweite Phase mit stumpfen Schwertern folgen, oder auch Einzelstechen mit der Lanze. Da das Kolbenturnier als die ranghöhere, standesgemäße Veranstaltung angesehen wurde, bildete sich in der Heraldik die Differenzierung zwischen adeligem Spangenhelm und bürgerlichem Stechhelm heraus.
- Am Abend wurde der „Turnierdank“, der Siegerpreis, für jedes der „Vier Lande“ überreicht. Ein Festessen und ein Tanz schlossen sich an. In den Statuten der Adelsgesellschaften waren oft die Verpflichtung zum Mitbringen mindestens einer weiblichen Standesperson enthalten. Wer dem nicht nachkam, war zu Strafzahlungen verpflichtet.

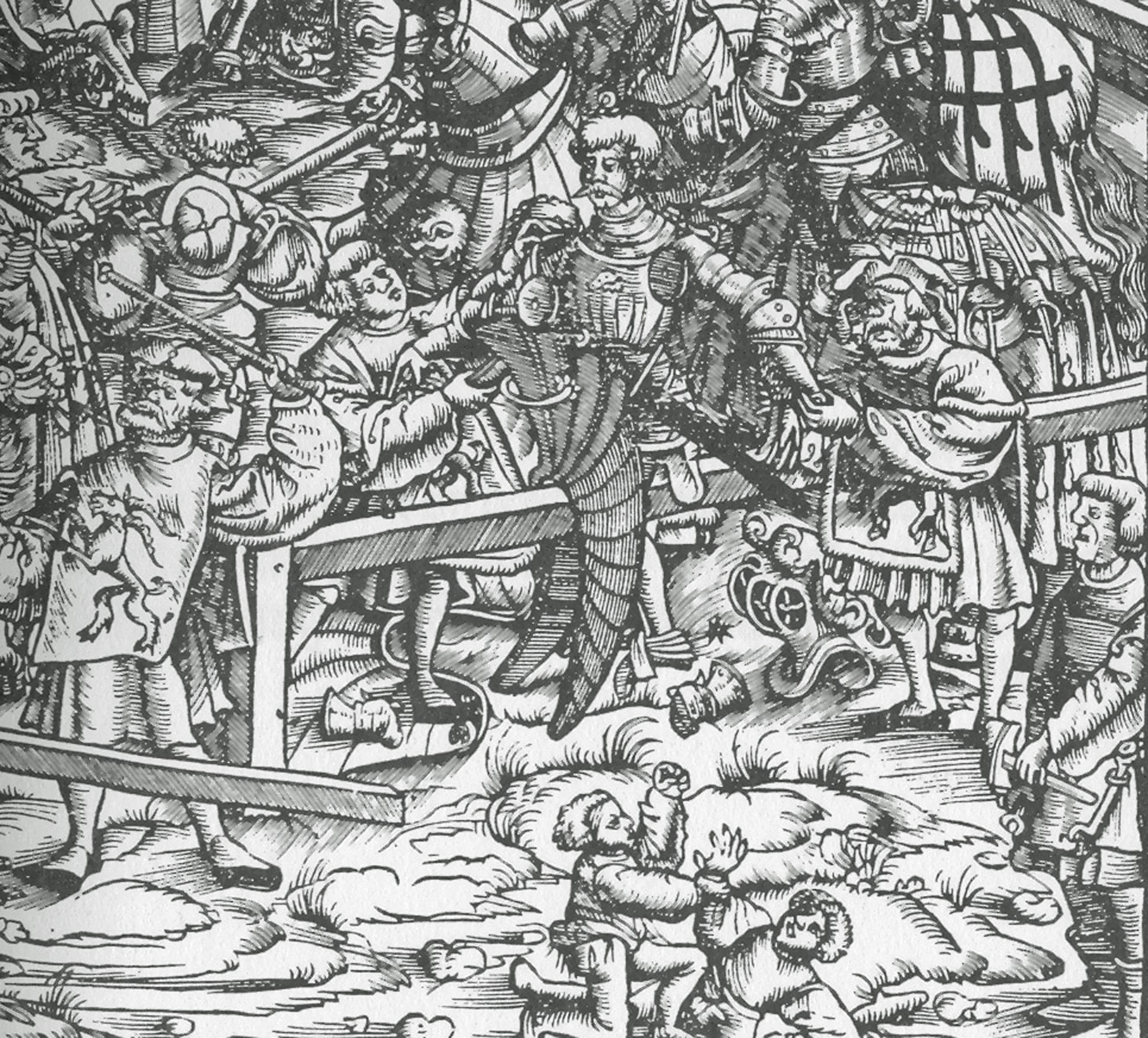
Auf-die-Schranke-Setzen

Die Beratungen auf den „Vier-Lande-Turnieren“ mündeten letztendlich in der Heilbronner Turnierordnung von 1485. Diese stellte eine regelrechte Standesordnung dar. Neben den Geldbußen für Verstöße gegen die Kleiderordnung, oder aufgrund der bereits erwähnten fehlenden Turnierdame, wurden auch körperliche Züchtigungen für unehrenhaftes Verhalten festgelegt, so zum Beispiel das „Auf-die-Stange-Setzen“. In den bereits erwähnten Turnierbeschreibungen wurde diese Bestrafung auf mehreren Turnieren erwähnt. Auch die Zugangsbeschränkungen zu den Turnieren wurde detailliert festgelegt.
Sigmund Gebsattel war zunächst abgelehnt worden. Er besorgte sich elf Kundschaftsbriefe, die ihm seine Turnierfähigkeit durch das Vorhandensein von vier turnierende Ahnen, die in den letzten 50 Jahren an Turnieren teilgenommen hatten, bescheinigten. Er verfasste seine Turnierbeschreibungen und notierte seine fünf Turnierteilnahmen auch, um seinen Nachkommen diese Schmach zu ersparen.

## Das Ende der Turniere
Die genossenschaftlichen Turniere scheiterten letztendlich an ihrem eigenen Erfolg. Der notwendige Aufwand hatte immer weiter zugenommen und auch die Aufnahmevoraussetzungen wurden zunächst immer strenger. Auch war die Unabhängigkeit des turnierenden Adels immer weniger gegeben. In Bayern setzte sich der Fürst selbst an die Spitze des Turnieradels. Auf ihrer Turnierfahne führte der bayerische Adel bald die wittelsbacher Rauten. Eine wirklich freie Ritterschaft konnte sich nur in Schwaben und Franken halten.
Den fürstlichen und patrizischen Turnieren gehörte die Zukunft. Sie sind insbesondere in Sachsen und Bayern und am Hof Kaiser Maximilians I. für die erste Hälfte des 16. Jahrhunderts belegt. Trotz veränderter Kriegstechnik behielt das Ritterspiel bis weit ins 17. Jahrhundert, in Schweden gar bis ins 18. Jahrhundert, seine Rolle bei fürstlichen Festen, im Zeichen des „politischen Historismus“ des Hauses Krupp sogar noch im Jahr 1912. Die heutige Renaissance solcher Ritterturniere zeigt, dass die Faszination mit ihnen noch ungebrochen ist.